# Kunststofafval

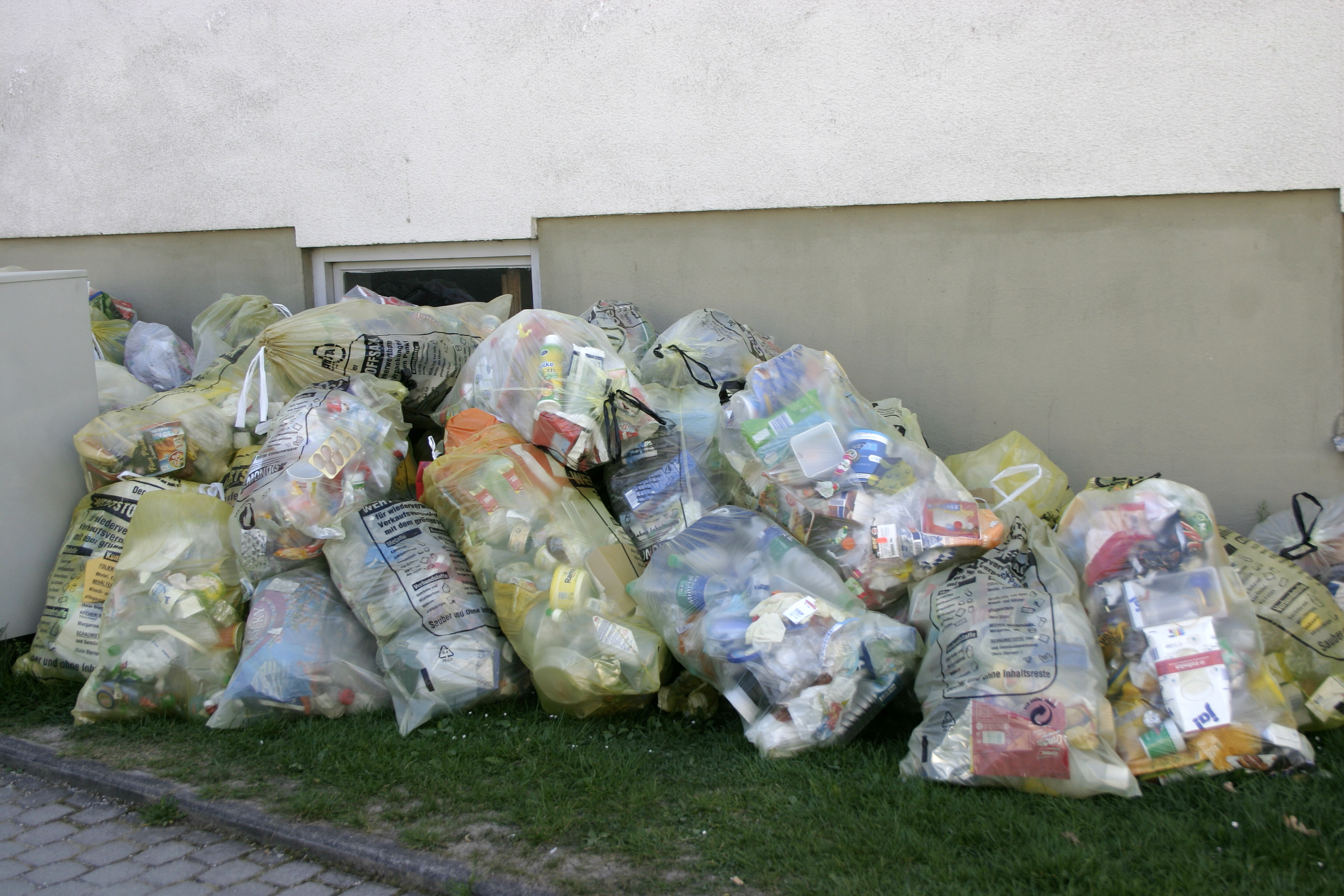
Huishoudelijk kunststofafval wordt ingezameld in Duitsland

Kunststoffen worden in Europa op grote schaal gebruikt, bijvoorbeeld in verpakkingsmaterialen, in de bouw, in auto's en in de landbouw. Jaarlijks levert dit gebruik een grote hoeveelheid kunststofafval op. In Nederland bedroeg de hoeveelheid kunststofafval in 2003 zo'n 1,2 miljoen ton.
Het grootste gedeelte daarvan - zo'n 45 procent - bevindt zich in het huishoudelijk afval. Het gaat met name om verpakkingen als folies, boterkuipjes, vleeswarenschaaltjes, flessen en flacons. Hergebruik van deze materialen vindt nu nog op beperkte schaal plaats. Nuttige toepassing betekent hergebruik van producten en materialen of verbranding in elektriciteitscentrales en bij cementproductie.
Een moeilijkheid daarbij is het aandeel polyvinylchloride, bij de verbranding hiervan komt zoutzuur vrij. Dat verslechtert de eigenschappen van cement. Het tast ook de stoomketel van de elektriciteitscentrale aan door hoge temperatuur chloorcorrosie. Daarom gebeurt verbranding in de praktijk in afvalverbrandingsinstallaties, die bestand zijn tegen corrosie en die een rookgasreiniging hebben die zoutzuur neutraliseert met kalkmelk.
Het overgrote deel van het kunststofafval wordt verbrand met gedeeltelijke energieterugwinning. Een klein deel is brandstof voor elektriciteitscentrales en cementovens. Een andere verwerkingstechniek zet kunststofafval om in grondstoffen voor de petrochemische industrie. Buiten Nederland wordt deze methode al beperkt gebruikt, in Nederland nog niet.

## Inzameling

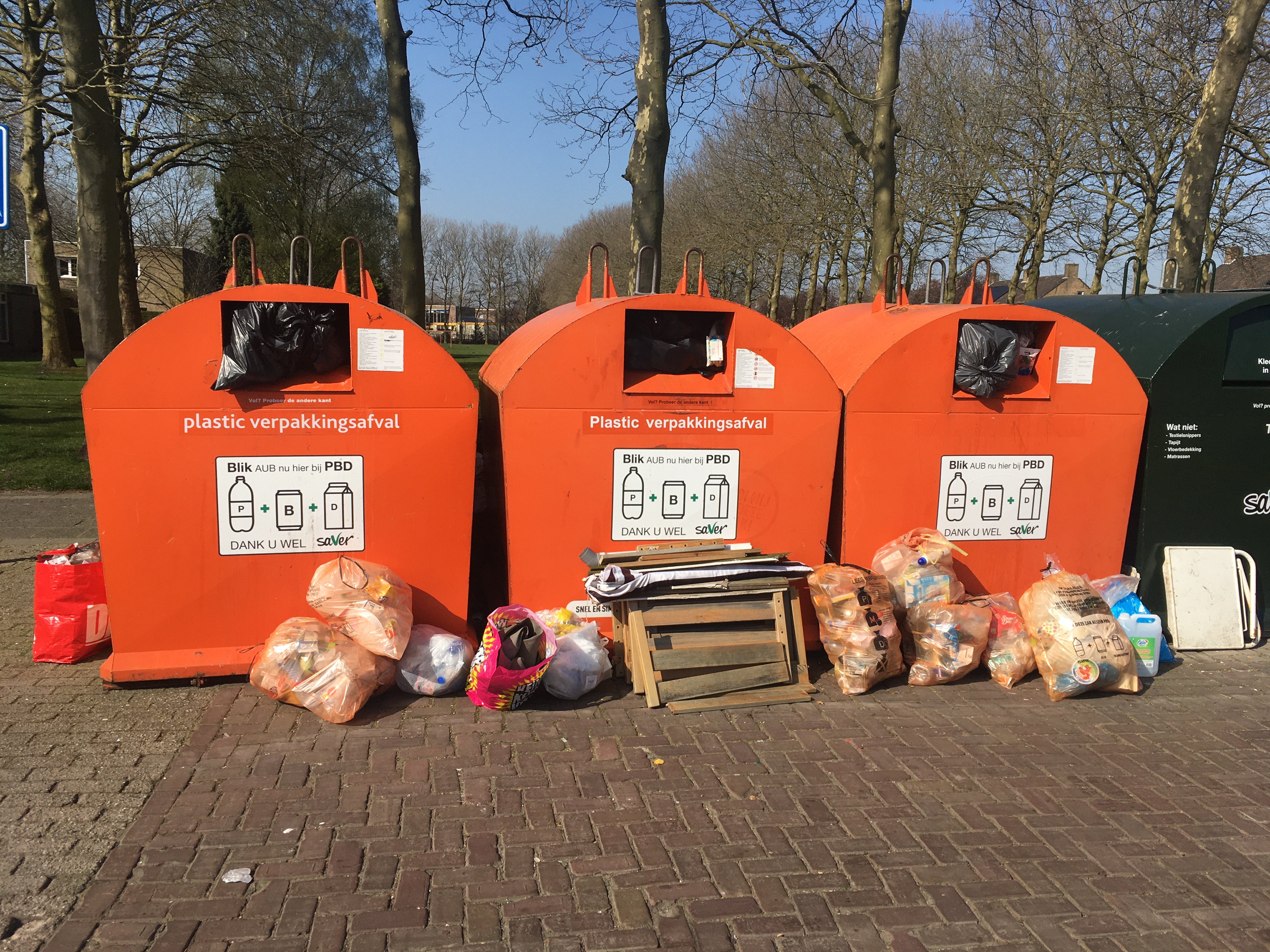
Oranje containers voor de inzameling van plastic afval in Gemeente Halderberge dat het diftarsysteem hanteert.

Gemeenten in Nederland zijn sinds 1 januari 2010 verplicht om kunststof verpakkingsmateriaal te scheiden. In 2010 werd 48 procent van alle kunststof verpakkingen, die werden verkocht, ingezameld en hergebruikt. In 2009 was dat slechts 38 procent. Nederland recyclet daarmee twee keer zoveel als een gemiddeld EU-land. Gemeenten zijn vrij in de manier waarop ze het plastic afval inzamelen: dit kan door het plaatsen van (vaak oranje) containers of door het huis-aan-huis ophalen maar steeds vaker wordt gekozen voor nascheiding.
Na de inzameling van het plastic afval wordt het vervoerd naar het sorteerbedrijf. Het sorteerbedrijf sorteert het plastic verpakkingsafval in zes verschillende soorten en een restcategorie: PET, HDPE, pvc, LDPE, PP en PS en "overige". Maar 20% van het afval dat daar binnenkomt wordt verbrand. Het andere plastic wordt vervoerd naar de fabrieken die het plastic verwerken tot granulaat. Hiervan kunnen nieuwe producten worden gemaakt. Er worden van het plastic bijvoorbeeld nieuwe verpakkingen gemaakt, fleecekleding, bloempotten en afzetpaaltjes.

## Hergebruik
In geval van mechanisch hergebruik wordt het materiaal gezuiverd, gesmolten en opnieuw toegepast als grondstof voor kunststofproducten. Niet alle kunststofafval leent zich tot mechanisch hergebruik. Deze techniek kent namelijk een belangrijke beperking: het afval mag niet te veel verschillende soorten kunststof bevatten en moet redelijk schoon zijn. Sinds 1 januari 2000 mag dit soort afval niet meer worden gestort.
Consumenten betalen in een aantal gevallen mee aan de verwijderingsbijdrage van kunststofproducten. Dit gebeurt in de vorm van een opslag op de prijs van een nieuw product. Een voorbeeld van zo'n product is een auto. Een personenauto bevat ongeveer honderd kilo kunststof. Daarvan moet sinds een paar jaar zo veel mogelijk opnieuw worden gebruikt. De extra kosten daarvan worden betaald uit een verwijderingsbijdrage op de prijs van nieuwe auto's. Andere producten waarover consumenten een verwijderingsbijdrage betalen, zijn kunststof leidingsystemen en gevelelementen.
Kunststof hoekige melkflessen worden naar zeggen meer dan 50 keer hergebruikt. Voordat de flessen worden hergebruikt, worden ze schoongemaakt en gecontroleerd. Daarbij ontstaat wel watervervuiling, die ook in de milieubalans meegerekend moet worden. Voor het meermalig hergebruik van flessen wordt aangeraden kunststof te gebruiken, omdat dit lichter is dan glas en daardoor minder energie kost tijdens het transport. Wanneer de meermalig hergebruikte fles aan het einde van zijn bestaan is gekomen, wordt deze door speciale kunststofverwerkingsbedrijven opnieuw tot grondstof verwerkt.
glasafval ·
gft-afval ·
klein chemisch afval ·
kunststofafval ·
elektronisch afval ·
papier- en kartonafval ·
textielafval ·
restafval